# تراریا
تراریا (به انگلیسی: Terraria) یک بازی اکشن-ماجراجویی منتشرشده در سال ۲۰۱۱ است که توسط استودیو ری‌لاجیک توسعه یافته و توسط ۵۰۵ گیمز منتشر شده‌است.
این بازی در سبک جهان باز ساخته شده و اهداف مشخصی برای بازیکن تعیین نمی‌کند. پس از ساخت شخصیت بازیکن و انتخاب درجهٔ سختی، بازیکن در دنیایی دو بعدی قرار می‌گیرد که در آن به اکتشاف، نبرد با دشمنان، جمع‌آوری منابع و ساخت تجهیزات می‌پردازد. بازیکنان با شکست دادن غول‌ها، که دشمنانی قدرتمندتر هستند، به آیتم‌ها، منابع و تجهیزات جدید دسترسی پیدا می‌کنند. با تکمیل اهداف خاصی، بازیکنان به شخصیت‌های غیرقابل‌بازی دسترسی می‌یابند که کالا می‌فروشند یا خدماتی مانند درمان یا مأموریت‌های ماهیگیری ارائه می‌دهند. تراریا را می‌توان به‌صورت تک‌نفره یا چندنفره تجربه کرد و از امکان مادسازی نیز پشتیبانی می‌کند.
توسعهٔ بازی در ژانویهٔ ۲۰۱۱ توسط اندرو اسپینکس آغاز شد و در ابتدا گروهی از آزمایش‌کنندگان بازی و طراحان از او پشتیبانی کردند. امروزه تراریا توسط یازده عضو تیم ری‌لاجیک توسعه داده می‌شود. بازی در مهٔ ۲۰۱۱ از طریق فروشگاه دیجیتال استیم منتشر شد و از آن زمان تاکنون، به‌روزرسانی‌های محتوایی گسترده‌ای دریافت کرده‌است که آن را نسبت به نسخهٔ اولیه به‌طور قابل توجهی تغییر داده‌اند. در ابتدا قرار بود توسعهٔ بازی در سال ۲۰۱۲ پایان یابد؛ اما در سال ۲۰۱۳ از سر گرفته شد. از آن زمان، آیتم‌ها، شخصیت‌های غیرقابل‌بازی، دشمنان، و درجات سختی جدیدی به بازی افزوده شده‌اند و بهبودهای کیفیت زندگی و همکاری با بازی‌های دیگر نیز صورت گرفته‌است. تراریا همچنین به پلتفرم‌های گوناگونی منتقل شده‌است، از جمله کنسول‌های خانگی، کنسول‌های دستی، تلفن‌های همراه و سیستم‌عامل‌های دیگر. با وجود اعلام اینکه چهارمین به‌روزرسانی عمدهٔ بازی در سال ۲۰۲۰ آخرین آن خواهد بود، ری‌لاجیک توسعهٔ بازی را ادامه داده‌است.
تراریا به‌طور کلی نقدهای مثبتی از منتقدان دریافت کرده‌است. جنبه‌هایی از گیم‌پلی مانند اکتشاف، ارزش تکرار و حجم محتوای آن تحسین شده‌اند، در حالی که سیستم ساخت‌وساز آن پیچیده دانسته شده‌است. نبود آموزش اولیه برای نسخهٔ رایانه شخصی مورد انتقاد قرار گرفته، اما مراحل آموزشی نسخه‌های ایکس‌باکس ۳۶۰، پلی‌استیشن ۳ و پلی‌استیشن ویتا تحسین شده‌اند. سیستم مبارزه، کنترل‌های نسخه‌های کنسولی و ظاهر اسپرایت‌گونهٔ رترو بازی نیز بازخورد مثبتی دریافت کرده‌اند. تا سال ۲۰۲۵، تراریا بیش از ۶۴ میلیون نسخه فروش داشته‌است و در فهرست پرفروش‌ترین بازی‌های تاریخ قرار گرفته‌است. ری‌لاجیک همچنین از سال ۲۰۱۵ تا لغو پروژه در ۲۰۱۸، بازی «تراریا:جهانی دگر» را توسعه داد.

## نسخه‌ها
نسخه اصلی ویندوز در ۱۶ مه ۲۰۱۱ عرضه شد
در سال ۲۰۱۳ به کنسول‌های اکس‌باکس ۳۶۰ و پلی‌استیشن ۳ توسط انجین سافتور و ۵۰۵ گیمز منتقل شد، و در ادامه برای پلی‌استیشن ویتا، موبایل و دیگر سیستم‌ها منتشر شد.
در سپتامبر ۲۰۱۳ به آی‌اواس، در سپتامبر ۲۰۱۳ به اندروید، و در سپتامبر ۲۰۱۴ به ویندوز فون عرضه شد.
نسخه‌های کنسول‌های نسل هشتم همچون پلی‌استیشن ۴ و اکس‌باکس وان در نوامبر ۲۰۱۴ منتشر شدند، نسخه نینتندو تری‌دی‌اس در دسامبر ۲۰۱۵، و وی‌یو در ژوئن ۲۰۱۶ عرضه شد.
نسخه نینتندو سوئیچ در ژوئن ۲۰۱۹ و استادیا در مارس ۲۰۲۱ نیز عرضه شد که برخی از آن‌ها از سال‌هاست دیگر به‌روزرسانی نمی‌شوند.

## ژانر و سبک
تراریا ترکیبی از سبک‌های اکشن-ماجرایی، نقش‌آفرینی، ساخت و ساز و بقاست. گرافیک بازی با الهام از سبک ۱۶ بیتی سوپر نینتندو طراحی شده و تجربه‌ای مشابه سوپر متروید یا ماینکرفت به بازیکنان ارائه می‌دهد.

## ویژگی‌ها
جهان بازی به‌صورت تصادفی تولید می‌شود. بازیکن با ابزار ابتدایی وارد بازی می‌شود و توسط شخصیت غیرقابل‌بازی راهنما با مکانیک‌های اولیه آشنا می‌شود.
زیست‌بوم‌ها شامل منابع مختلفی مانند معادن، صندوق‌ها و دشمنان ویژه‌اند که با پیشرفت در این مناطق، تجهیزات بهتر قابل ساخت یا یافتن هستند.
هدف مشخصی وجود ندارد، اما بازیکنان باید دشمنان قدرتمند (غول‌ها) را شکست دهند تا دسترسی به بخش جدیدی از بازی و آیتم‌های پیشرفته‌تر فراهم شود.
شخصیت‌های غیرقابل‌بازی پس از پیشرفت قابل استخدام هستند که خدمات فروش آیتم و مأموریت‌هایی مانند ماهیگیری ارائه می‌دهند.
حالت‌های سختی متنوعی وجود دارد: کلاسیک، متخصص، مستر و سفر که امکان کنترل زمان، آب و هوا و تکثیر آیتم را می‌دهد.
سیستم کلاس‌بندی در بازی براساس تجهیزات تعریف می‌شود: نزدیک‌زن، دورزن، جادوگر و احضارگر؛ بازیکن می‌تواند کلاس خود را در جریان بازی تغییر دهد.
علاوه بر ساخت و مبارزه و کاوش تاریخچهٔ بازی شامل ماهیگیری، ساخت خانه برای شخصیت‌های غیرقابل‌بازی، ساخت لوازم تزئینی، سوارکاری و رویدادهای فصلی مثل ماه‌کدویی و جنون مریخی نیز هست.

## روند توسعه و ساخت
تراریا توسط استودیوی مستقل بازی‌سازی ری‌لاجیک توسعه یافته و توسط شرکت ۵۰۵ گیمز منتشر شده است. اندرو اسپینکس توسعه‌ی تراریا را در سال ۲۰۱۱ با حمایت تیمی از تست‌کنندگان و طراحان بازی آغاز کرد، که شامل برخی داوطلبان نیز می‌شدند. اسپینکس پیش‌تر به عنوان توسعه‌دهنده در یک بازی طرفداری از سوپر ماریو به نام «سوپر ماریو بروز اکس» فعالیت داشته است. او تراریا را بر پایه چارچوب مایکروسافت اکس‌ان‌ای ساخت. اسپینکس از اتاق نشیمن خود کار می‌کرد و با تیم کوچکش به صورت دورکاری همکاری می‌کرد. اسکات لوید شلی موسیقی بازی را ساخت. بازی در مراحل اولیه توسعه توجه زیادی به خود جلب کرد، به‌ویژه پس از توییتی از مارکوس پرسون، خالق ماینکرفت.
در فوریه ۲۰۱۲، اسپینکس اعلام کرد که تراریا به‌روزرسانی محتوایی جدید نخواهد داشت و شرکت فقط یک پچ نهایی برای رفع باگ‌ها منتشر خواهد کرد تا او بتواند بیشتر روی خانواده‌اش تمرکز کند. این خبر باعث نارضایتی برخی طرفداران شد. توسعه بازی در نهایت در سال ۲۰۱۳ از سر گرفته شد و اسپینکس از جامعه بازیکنان برای ارائه ایده‌های به‌روزرسانی‌های آینده کمک خواست. توسعه‌دهنده به‌طور فعال با طرفداران از طریق فروم‌های رسمی و شبکه‌های اجتماعی در ارتباط است.
موفقیت بازی به اسپینکس امکان داد تا تیم خود را گسترش دهد. تا سال ۲۰۲۵، ری‌لاجیک یازده نفر عضو دارد که بیشتر آن‌ها از میان جامعه طرفداران استخدام شده‌اند.

## انتشار و بروزرسانی
تراریا در تاریخ ۱۶ مهٔ ۲۰۱۱ برای سیستم‌عامل ویندوز از طریق استیم منتشر شد. این تاریخ انتشار زودتر از برنامه‌ریزی اولیه بود، زیرا نسخهٔ بتای بازی در جریان یک تست بسته، به بیرون درز کرده بود. نسخهٔ کالکتور بازی در ۱۶ مارس ۲۰۱۲ عرضه شد. در ۱۲ اوت ۲۰۱۵ نیز نسخه‌های مخصوص macOS و لینوکس منتشر شدند.
در سپتامبر ۲۰۱۲، اسپینکس اعلام کرد که شرکت‌های انجین سافتور و ۵۰۵ گیمز قصد دارند بازی تراریا را برای ایکس‌باکس ۳۶۰ و پلی‌استیشن ۳ پورت کنند. نسخهٔ ایکس‌باکس ۳۶۰ در ۲۷ مارس ۲۰۱۳ از طریق ایکس‌باکس لایو آرکید منتشر شد. نسخهٔ پلی‌استیشن ۳ در آمریکای شمالی در ۲۶ مارس ۲۰۱۳ و در اروپا و استرالیا در ۱۵ مه منتشر شد. نسخه‌های کنسولی قابلیت چندنفرهٔ محلی به بازی افزودند. نسخهٔ دیجیتالی بازی برای پلی‌استیشن ۴ در ۱۱ نوامبر ۲۰۱۴ و برای ایکس‌باکس وان سه روز بعد منتشر شد. نسخهٔ فیزیکی کنسولی در ۲ دسامبر ۲۰۱۴ عرضه شد. نسخهٔ ۱٫۳ کنسول که توسط پایپ‌ورکس استودیوز توسعه یافت، در فوریهٔ ۲۰۱۸ منتشر شد و نسخهٔ موبایلی آن در اوت ۲۰۱۹ به بازار آمد.
مدتی پس از انتشار اولیه کنسولی، شرکت ۵۰۵ گیمز نسخهٔ پلی‌استیشن ویتای بازی را نیز معرفی کرد که در اروپا در ۱۱ دسامبر ۲۰۱۳ و در آمریکای شمالی در ۱۷ دسامبر منتشر شد. نسخهٔ ویتا شامل یک دنیای آموزشی و حالت چندنفرهٔ آنلاین از طریق وای‌فای بود. شرکت ژاپنی اسپایک چانسافت نسخه‌های پلی‌استیشن ۳ و ویتا را برای بازار ژاپن بومی‌سازی کرد و لباس ویژه‌ای بر پایهٔ شخصیت مونوکومای مجموعه دانگانرونپا نیز به آن افزود. این شرکت بازی را با پخش زنده ویدئو در نیکونیکو تبلیغ کرد و اعلام نمود که بیشتر کاربرانی که نسخهٔ دمو را دانلود کرده بودند، نسخهٔ کامل را خریدند. نسخهٔ نینتندو تری‌دی‌اس ابتدا در ۱۰ دسامبر ۲۰۱۵ از طریق فروشگاه دیجیتال نینتندو عرضه شد. نسخهٔ وی‌یو نیز در ۲۴ ژوئن ۲۰۱۶ در اروپا و چهار روز بعد در آمریکای شمالی منتشر شد. نسخهٔ نینتندو سوییچ در ۲۷ ژوئن ۲۰۱۹ عرضه شد.
شرکت ۵۰۵ گیمز در مهٔ ۲۰۱۳ نسخهٔ موبایلی بازی را معرفی کرد. این نسخه توسط استودیوی هلندی «کدگلو» برای اندروید، آی‌او‌اس و ویندوز فون پورت شد. این استودیو بازی را برای نمایشگرهای لمسی بهینه‌سازی کرد و آن را با فیس‌بوک یکپارچه ساخت. تراریا در ۲۹ اوت ۲۰۱۳ برای آی‌او‌اس، در ۱۳ سپتامبر همان سال برای اندروید، و در ۱۲ سپتامبر ۲۰۱۴ برای ویندوز فون منتشر شد. نسخه‌های کنسولی و موبایلی در سال ۲۰۱۴ به‌روزرسانی ۱٫۲ را دریافت کردند.
در فوریهٔ ۲۰۲۱، اسپینکس اعلام کرد که به‌دلیل تعلیق بدون توضیح حساب گوگل شرکت ری‌لاجیک برای بیش از سه هفته، نسخهٔ استادیای تراریا لغو شده‌است. او بعداً توضیح داد که نسخه‌های اندروید و پلی‌استور تحت تأثیر قرار نخواهند گرفت. گوگل کمی بعد حساب‌های شرکت را بازیابی کرد و نسخهٔ استادیا در ۱۸ مارس همان سال منتشر شد. در سپتامبر ۲۰۲۲، گوگل تعطیلی پلتفرم استادیا را اعلام کرد و این پلتفرم در ژانویهٔ سال بعد به‌طور رسمی بسته شد.
از زمان انتشار رسمی، تراریا بروزرسانی‌های رایگان زیادی دریافت کرده‌است. اسپینکس آن را «کاری صحیح و پسندیده» توصیف کرده‌است. تراریا برخلاف روند رایج در صنعت بازی، برای تأمین درآمد از ریزتراکنش استفاده نکرده‌است. این به‌روزرسانی‌ها یکی از دلایل عمر طولانی بازی بوده‌اند.
یکی از نخستین به‌روزرسانی‌های بازی، نسخهٔ ۱٫۰٫۵ بود که در ژوئن ۲۰۱۱ منتشر شد و آیتم‌هایی مانند «چکمه‌های ضدجاذبه» و معجون‌های جدید به بازی افزود. نخستین به‌روزرسانی عمده، نسخهٔ ۱٫۱ بود که در ۱ دسامبر ۲۰۱۱ منتشر شد. این نسخه دشمنان و غول‌هایی مانند «دیوار گوشت»، آیتم‌ها و لوازم جانبی تازه‌ای را معرفی کرد و نورپردازی و تولید جهان را بهبود داد. همچنین شخصیت‌های غیرقابل‌بازی مانند جادوگر، مکانیک و گابلین تعمیرکار اضافه شدند و آیتم‌ها و لوازم جانبی دارای ویژگی‌های اضافی شدند. در به‌روزرسانی کریسمس همین نسخه، دشمنان آدم‌برفی و غول بابا نوئل به بازی اضافه شدند.
دومین به‌روزرسانی عمده، نسخهٔ ۱٫۲ بود که در اکتبر ۲۰۱۳ منتشر شد. این نسخه مکانیک‌ها و گیم‌پلی جدید، گرافیک بهبودیافته، آیتم‌ها، شخصیت‌ها، غول‌ها و دشمنان بیشتری به بازی افزود. در ادامه، به‌روزرسانی‌های کوچکی با رویدادهای فصلی با تم هالووین و کریسمس منتشر شدند. نسخهٔ ۱٫۲٫۳ در فوریهٔ ۲۰۱۴ منتشر شد و آیتم‌های جدید، مکانیک‌های بهتر، و شخصیت‌هایی چون آرایشگر و فروشندهٔ سیار را معرفی کرد.
سومین به‌روزرسانی عمده، نسخهٔ ۱٫۳ بود که در ۳۰ ژوئن ۲۰۱۵ منتشر شد. این نسخه زیست‌بوم‌ها، رویدادها، شخصیت‌ها، آیتم‌ها، دشمنان جدید و حالت «حرفه‌ای» را معرفی کرد و صداها و گرافیک بازی را بهبود داد. همچنین قابلیت دعوت بازیکنان از طریق استیم در حالت چندنفره افزوده شد. غول «ارباب ماه» نیز به‌عنوان آخرین غول بازی معرفی شد. در سپتامبر ۲۰۱۶ طوفان‌های شنی و گسترش زیست‌بوم بیابانی افزوده شد و در نوامبر همان سال، محتوای مشترک با بازی مدافعان سیاه‌چال ۲ معرفی گردید.
چهارمین به‌روزرسانی عمده با عنوان «پایان سفر» در ۱۶ مهٔ ۲۰۲۰ منتشر شد. در این نسخه، تی‌ماد لودر با پشتیبانی رسمی وارد استیم شد و به‌صورت محتوای قابل‌دانلود رایگان عرضه شد. این نسخه آیتم‌ها، دشمنان، زیست‌بوم‌ها و عناصر جدیدی از جمله حالت‌های «استاد» و «سفر» را اضافه کرد. در ژانویهٔ ۲۰۲۲ این نسخه برای نینتندو سوییچ نیز منتشر شد. با وجود اینکه پیش‌تر اعلام شده بود این نسخه آخرین به‌روزرسانی خواهد بود، توسعهٔ بازی همچنان ادامه یافت. اسپینکس گفت «درخواست‌های زیاد، ادامه ندادن را دشوار کرده‌است». از آن زمان، عبارت «آخرین به‌روزرسانی» به شوخی رایج در جامعهٔ تراریا تبدیل شده‌است.
در مارس ۲۰۲۱، پشتیبانی مستقیم از بسته‌های منابع، جهان‌ها و شخصیت‌ها از طریق استیم ورکشاپ افزوده شد. در نوامبر ۲۰۲۱، یک به‌روزرسانی مشترک محتوایی از بازی دونت استارو را به تراریا آورد و محتوای این بازی نیز به آن افزوده شد. در ۲۸ سپتامبر ۲۰۲۲، به‌روزرسانی «کار از سر علاقه» با مجموعه‌ای از ویژگی‌های بهبود کیفیت تجربه کاربری منتشر شد. در نوامبر ۲۰۲۴ نیز همکاری مشترکی میان تراریا و پل‌ورلد اعلام شد.

## بازخوردها
| تلفیق چند نقد | تلفیق چند نقد |
| گردآورنده     | امتیاز |
| ------------- | --- |
| متاکریتیک     | (رایانه) ۸۳/۱۰۰ (پلی‌استیشن ۳) ۸۱/۱۰۰ (پلی‌استیشن ۴) ۸۳/۱۰۰ (اکس‌باکس ۳۶۰) ۸۱/۱۰۰ (اکس‌باکس وان) ۸۴/۱۰۰ (پلی‌استیشن ویتا) ۸۵/۱۰۰ (نینتندو تری‌دی‌اس) ۷۱/۱۰۰ (نینتندو سوئیچ) ۸۲/۱۰۰ (آی‌اواس) ۸۲/۱۰۰ |
| نقدها         | |
| یوروگیمر      | (رایانه) ۸/۱۰ (اکس‌باکس ۳۶۰/پلی‌استیشن ۳) ۹/۱۰ |
| گیم‌اسپات      | (رایانه) ۸/۱۰ (اکس‌باکس ۳۶۰/پلی‌استیشن ۳) ۸/۱۰ (پلی‌استیشن ویتا) ۹/۱۰ |
| آی‌جی‌ان        | (رایانه) ۹/۱۰ (اکس‌باکس ۳۶۰/پلی‌استیشن ۳) ۹/۱۰ (پلی‌استیشن ویتا) ۹٫۲/۱۰ |
| نینتندو لایف  | (نینتندو تری‌دی‌اس) ۷/۱۰ (نینتندو سوئیچ) ۷/۱۰ (وی‌یو) ۸/۱۰ |
| پی‌سی گیمر     | ۷۹/۱۰0 (2011) ۸۳/۱۰0 (2018) |
| پاکت گیمر     | ۳٫۵/۵ |
| تاچ‌آرکید      | ۵/۵ |

بر اساس وبگاه گردآورندهٔ نقد متاکریتیک، بازی تراریا نقدهای «عموماً مطلوب» دریافت کرده است.
وبگاه گاماسوترااین بازی را یکی از بهترین بازی‌های مستقل سال ۲۰۱۱ معرفی کرد.
در سال ۲۰۲۲، این بازی در استیم بیش از یک میلیون نقد دریافت کرد و وضعیت «بسیار مثبت» خود را حفظ نمود.
منتقدان گیم‌پلی بازی را ستایش کرده‌اند. کاوش در محیط بازی مورد تحسین قرار گرفت و ناتان مونیه از آی‌جی‌ان گفت که «میل به کشف تمام ابعاد بازی بلافاصله حس می‌شود».
بریتن پیل از گیم‌اسپات دنیای بزرگ بازی را تحسین کرد و تام مک‌شیا مبارزات با غول‌‎ها را عالی دانست. جفری دِملو از تاچ‌آرکید قابلیت تکرارپذیری بازی را مثبت ارزیابی کرد. کریستیان دانلان از یوروگیمر آن را «بسیار لذت‌بخش» توصیف کرد و نقشهٔ درون‌بازی را ستود. حجم محتوای زیاد بازی توسط مک‌شیا و پیل تحسین شد.
سیستم ساخت‌وساز بازی نیز مورد توجه قرار گرفت، هرچند فیلیپ کامرون از یوروگیمر آن را پیچیده دانست.
منتقدان رایانه‌ای نبود آموزش اولیه را نقد کردند، اما آموزش جداگانه در نسخه‌های ایکس‌باکس ۳۶۰ و پلی‌استیشن ۳ مورد تحسین قرار گرفت. مونیه آموزش نسخهٔ ویتا را نیز پسندید و لوک وینکی سیستم پیشرفت بازی را مثبت دانست.
کنترل‌ها نیز بسته به پلتفرم نقدها و تحسین‌هایی داشتند: مک‌شیا کنترل حرکت در ویتا را ستود، ون دوین صفحه‌نمایش لمسی نسخهٔ تری‌دی‌اس را پسندید. منتقدان کنترل‌های نسخهٔ پلی‌استیشن و ایکس‌باکس را مثبت ارزیابی کردند، اما میچ فوگل کنترل‌های نسخهٔ نینتندو سوییچ را نقد کرد.
گرافیک پیکسلی بازی نیز مورد تحسین قرار گرفت و برخی آن را موفقیتی جهانی در ژانر «پیکسل‌آرت» دانستند.

### بازبینی مجدد
نشریهٔ پی‌سی‌گیمر در سال ۲۰۱۸ امتیاز بازی را از ۷۹ به ۸۳ ارتقا داد. آن‌ها گفتند با اینکه معمولاً بازی‌ها را دوباره نقد نمی‌کنند، اما تراریا و چند بازی دیگر مانند لیگ افسانه‌ها به‌قدری تغییر کرده‌اند که این کار منطقی است.
در نقد سال ۲۰۱۸، وینکی پیچیدگی بازی را منفی ارزیابی کرد، اما فیزیک و جنبه‌های فنی آن را تحسین نمود. گیم‌استار نیز در سال ۲۰۲۰ امتیاز ۸۵ از ۱۰۰ به بازی داد. ساشا پنزهورن به‌روزرسانی چهارم را موفق دانست و از گرافیک رترو و گزینه‌های شخصی‌سازی تعریف کرد. هرچند از ماندن برخی متون انگلیسی در نسخهٔ آلمانی گلایه کرد.
از زمان پشتیبانی رسمی ری‌لاجیک از تی‌ماد لودر در ۲۰۲۰، مادسازی بخش مهمی از جامعهٔ بازی شد. ایندی‌وایر نوشت که مادها «صدها ساعت محتوای جدید» اضافه کرده‌اند و به‌نوعی تبلیغ رایگان برای بازی هستند. در ۲۰۲۲، یک مادساز ماینکرفت توسط ری‌لاجیک برای کار روی تی‌ماد لودر استخدام شد.
در سال ۲۰۲۴، مرورگر اپرا جی‌اکس موسیقی ماد «کلمیتی» را در جایگاه نهم بهترین موسیقی‌های بازی‌ها قرار داد، درحالی‌که موسیقی رسمی تراریا در این فهرست نبود. اسپینکس به شوخی گفت: «چطور ممکنه یه ماد از بازی من از خود بازی جلو بزنه؟!»

### فروش
تراریا در روز نخست بیش از ۵۰٬۰۰۰ نسخه فروخت و در ماه اول به فروش ۴۳۲٬۰۰۰ نسخه رسید. تا مهٔ ۲۰۲۵، فروش بازی به بیش از ۶۴ میلیون نسخه رسید و آن را به یکی از پرفروش‌ترین بازی‌های ویدئویی تاریخ تبدیل کرد.

## توسعه‌دهنده و آثار مرتبط
ری‌لاجیک، شرکتی مستقل در ایندیانا، آمریکاست که در اوایل توسعه تراریا توسط «اندرو اسپینکس» تأسیس شد. توسعه بازی ابتدا با چارچوب مایکروسافت اکس‌ان‌ای آغاز شد و پس از نسخهٔ اولیه، در سال ۲۰۱۳ توسعه مجدد صورت گرفت و نسخه ۱٫۳ منتشر شد.
همچنین ری‌لاجیک عناوینی مانند پیکسل پایرسی (۲۰۱۴–۲۰۱۶) و پیکسل پرایوتیرز (۲۰۱۷) را منتشر کرده است. پروژهٔ تراریا:جهان دگر که قرار بود یک اسپین‌آف باشد نیز در سال ۲۰۱۷ لغو شد.

### دیگر رسانه‌ها
از زمان انتشار بازی، شرکت ری‌لاجیک محصولات فیزیکی مرتبط با تراریا را منتشر کرده‌است که شامل کتاب، اسباب‌بازی و لباس می‌شود. در ژوئیهٔ ۲۰۲۲، ری‌لاجیک با همکاری شرکت ۵۰ اَمپ پروداکشنز انتشار یک رمان تصویری از تراریا را اعلام کرد. یک سال بعد، این شرکت از همکاری با پیپر فورت گیمز برای ساخت یک بازی رومیزی مبتنی بر تراریا خبر داد. برای تأمین بودجهٔ این بازی، یک کارزار کیک‌استارتر راه‌اندازی شد.